# Albero a gomiti

Albero a gomiti di un motore a quattro tempi a disposizione screamer (rosso), pistoni (grigi) nei loro cilindri (blu) e volano (nero)

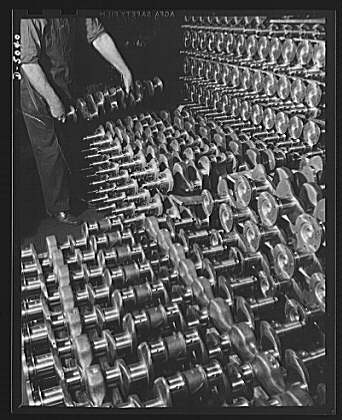
Alberi a gomiti per motori marini della Continental engine, 1942

L'albero a gomiti, o albero a collo d'oca, è un albero motore dalla caratteristica forma dovuta alle manovelle sui cui perni s'infulcrano le bielle.

## Descrizione
Ogni perno (alloggiamento della testa di biella) è connesso alla sua manovella tramite i bracci di manovella e viene abbracciato dalle bronzine racchiuse fra testa di biella e cappello di biella oppure viene abbracciato da un cuscinetto sul quale ruota la testa di biella. L'albero trasforma così il moto armonico dei pistoni in moto circolare grazie al movimento trasmessogli dalle bielle e lo trasferisce alla presa di potenza collocata di solito in corrispondenza del volano usato per smorzare la pulsazione tipica del motore endotermico a movimento alternativo.
All'uopo ogni manovella è contrappesata da banda opposta a quella del perno di manovella; il gruppo braccio più contrappeso è detto maschetta. Alloggia nel basamento e poggia sui supporti di banco tramite i perni di banco di cui è dotato, generalmente l'appoggio è su cuscinetti a guscio sottile. Nella maggior parte dei motori un'estremità è collegata al volano e l'altra alla puleggia che aziona i servizi ausiliari, che cambiano a seconda del tipo di motore, come la dinamo o l'alternatore, la pompa dell'olio, la catena o la cinghia di distribuzione per azionare l'albero a camme.

### Tipi di alberi a gomiti

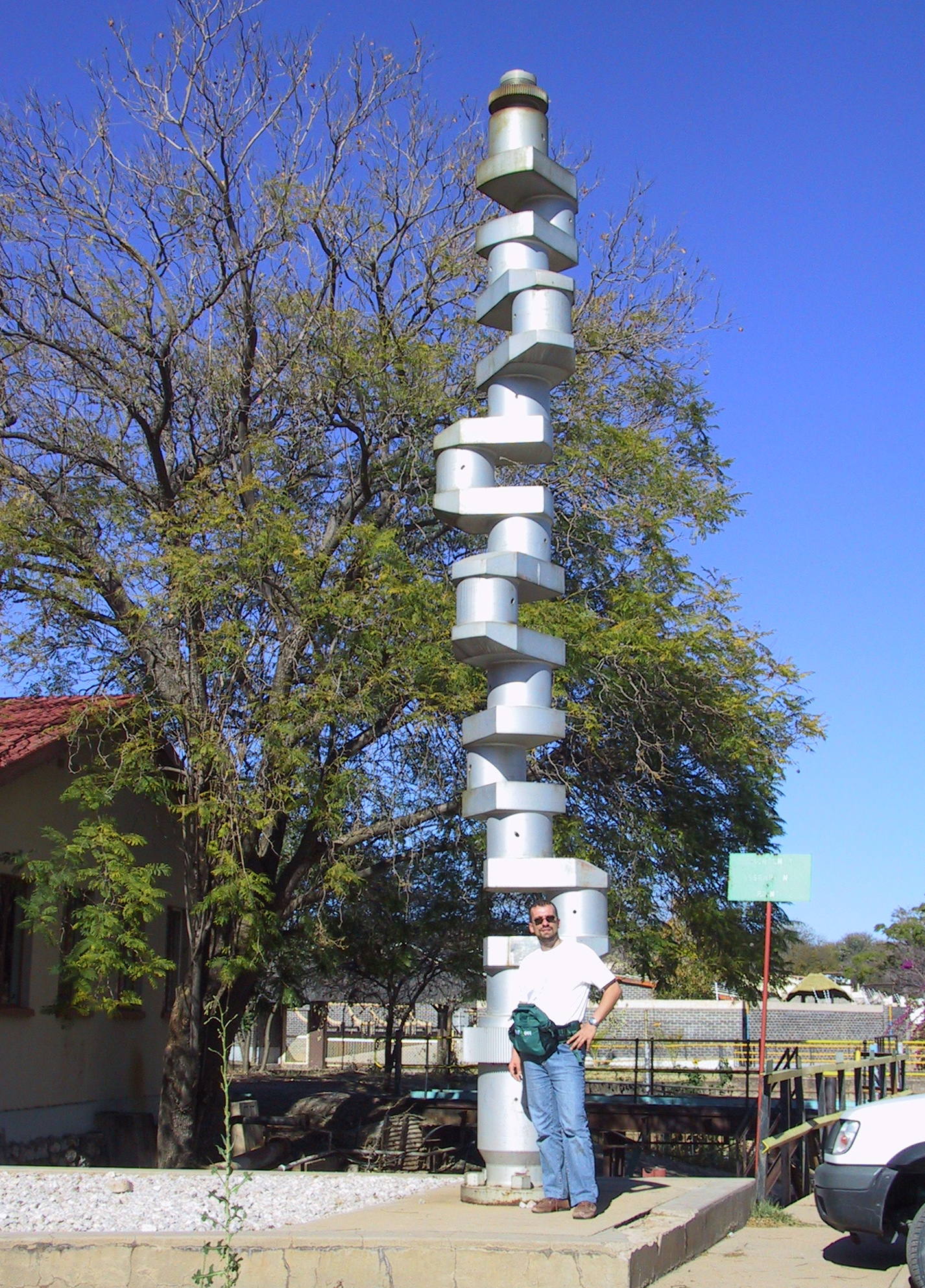
Albero a gomiti monolitico di un grande motore diesel a 6 cilindri in linea

Gli alberi a gomiti possono essere di due tipi:
- Composito/Scomponibili, questi alberi, sono scomponibili, nel senso che il perno che alloggia la testa di biella si può sfilare, in modo da poter accogliere la biella con testa in un pezzo e il suo cuscinetto, in modo da migliorare l'affidabilità del mezzo e ridurre le dispersioni per attrito, tuttavia questo tipo di costruzione è molto difficoltosa da realizzare, dati gli innumerevoli fattori che deve rispettare per non ricadere in vibrazioni; per questo il suo utilizzo nei veicoli civili è generalmente vincolato ai motori con due cilindri al massimo.
- Monolitici, questi alberi sono tra i più utilizzati, dato che permettono una minore cura dell'insieme e possono avere un minore peso rispetto ai modelli scomponibili dato dal fatto che sono composti da un unico elemento.

Inoltre a seconda della peculiarità del motore possono essere singolo quando viene usato un solo albero motore per il motore, multipli, quando c'è la necessità di più alberi motore, inoltre possono essere necessari più alberi motore per cilindro, come nel caso dei motori ad alberi contrapposti o due alberi motore per pistone, dove si hanno due alberi contro-rotanti per pistone in modo da ridurre al minimo le forze laterali del pistone.

## Costruzione

### Tecniche produttive

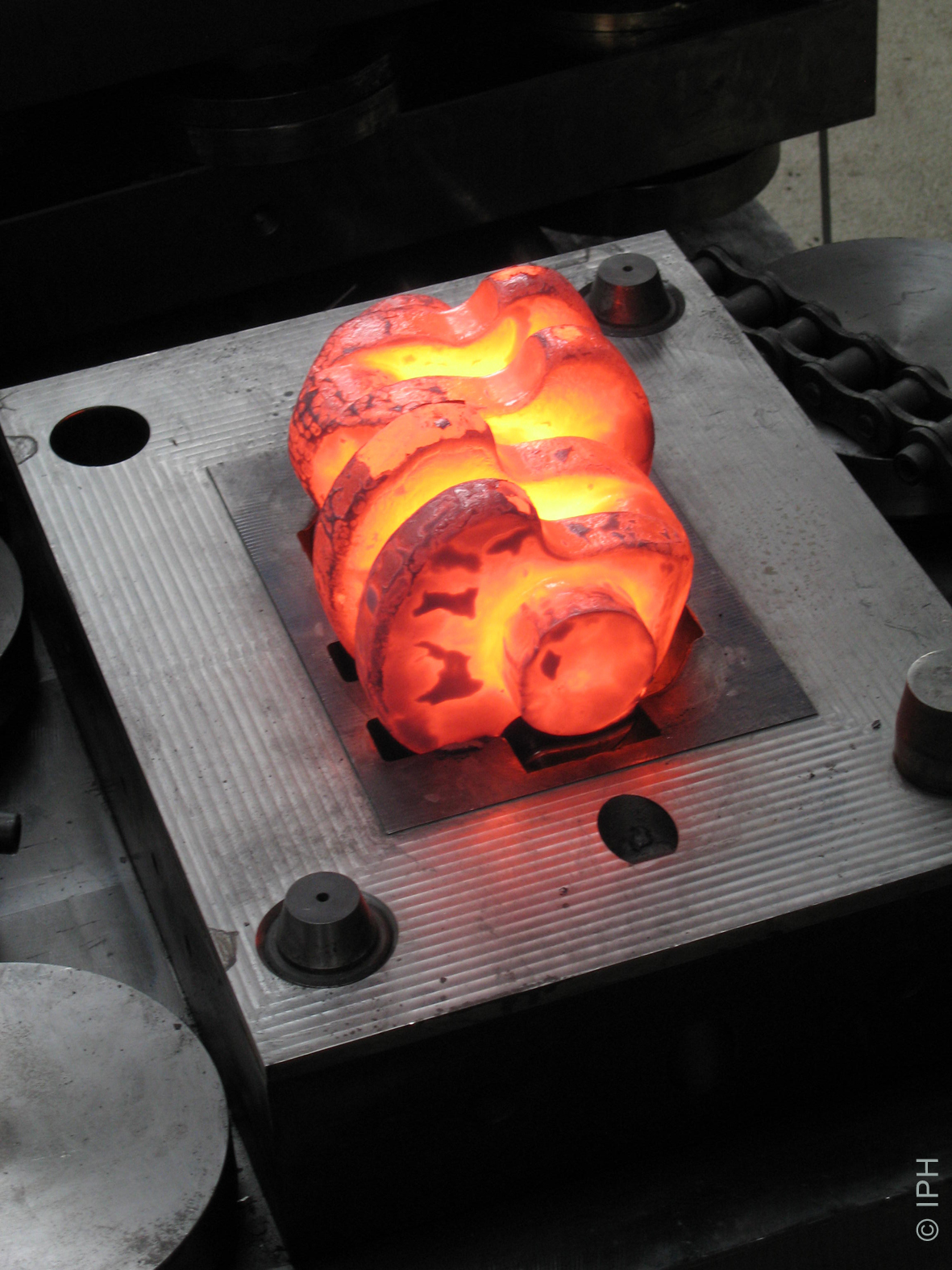
Lavorazione per forgiatura di un albero motore

Il suo processo di produzione industriale più classico ed utilizzato è la fucinatura in acciaio (quale l'acciaio 18NiCrMo5) oppure la fusione in ghisa a grafite sferoidale.
Invece per applicazioni dove sono richiesti poche unità, come nelle competizioni si utilizza la realizzazione dal pieno, che permette anche un migliore controllo dimensionale.
Si preferisce impiegare perni di banco e di manovella di buon diametro e limitare la corsa dei pistoni per ottenere la migliore rigidità dell'insieme, molto importante nei motori di elevate prestazioni.

### Accorgimenti

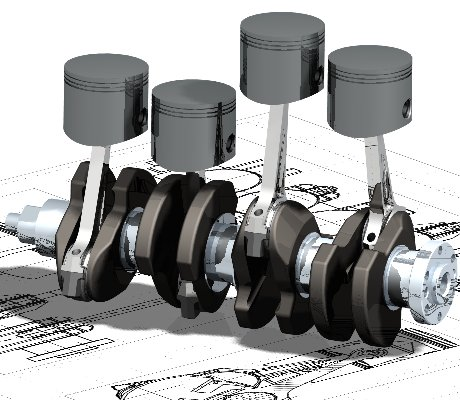
Albero a gomiti crossplane (a croce)

Al fine di migliorare il comfort del mezzo e le prestazioni e la durata dei componenti del motore sono necessarie le seguenti considerazioni.

#### Generali

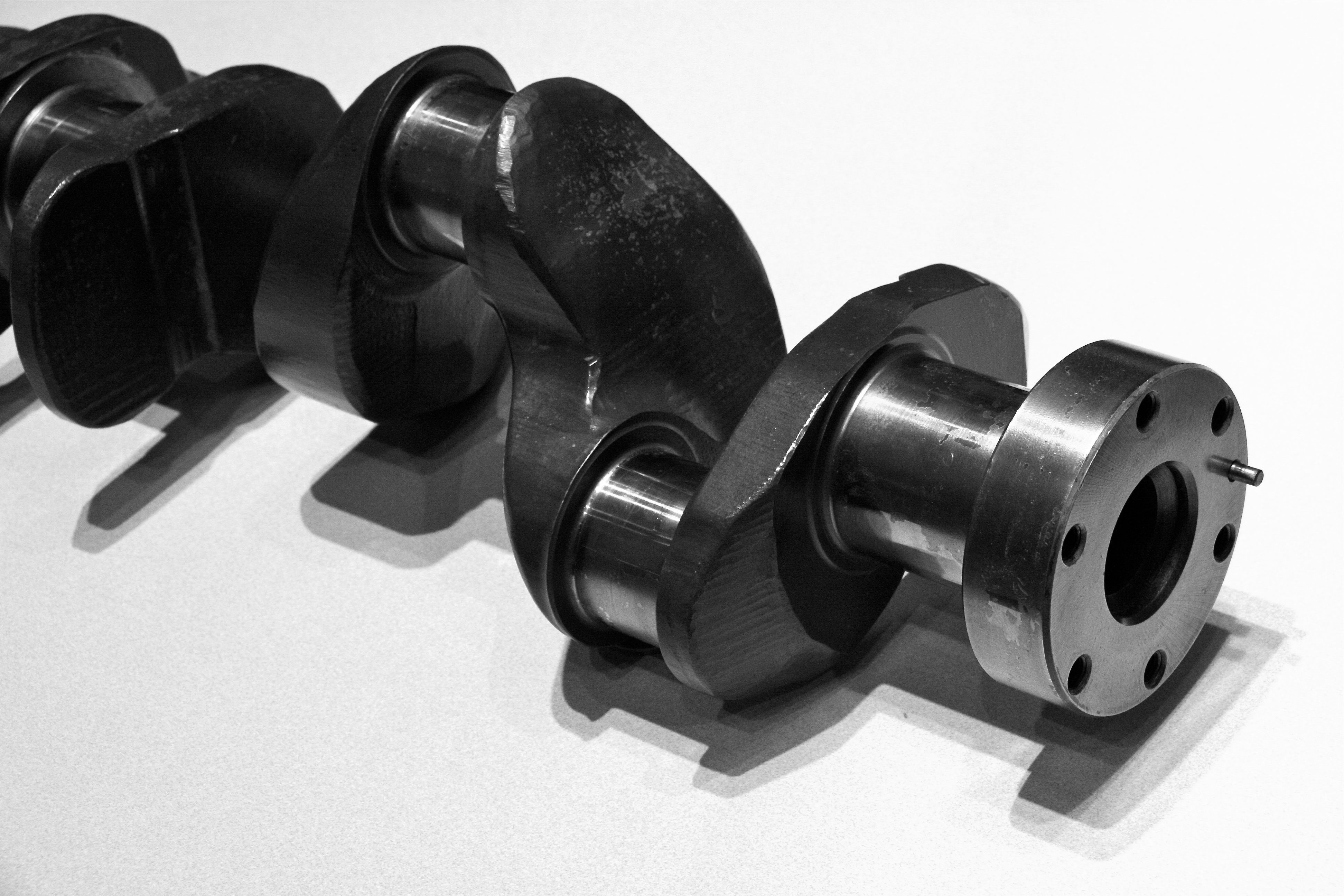
Albero a gomiti con bracci volanti

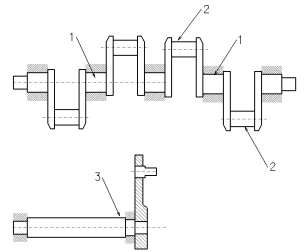
confronto tra un albero a gomiti tradizionale e con manovella a sbalzo

- L'albero a gomiti deve essere perfettamente equilibrato. L'equilibratura dell'albero motore è necessaria per evitare la presenza di forze centrifughe che tendono, durante il moto, a spostare la massa dalla sua posizione determinando sollecitazioni ulteriori sui cuscinetti di banco e vibrazioni del motore. Per questo si adoperano forme particolari, si applicano parti metalliche più pesanti sull'albero stesso, si eseguono fori di equilibratura e si ricorre all'ausilio di uno o più contralberi.[6] L'equilibratura dell'albero motore consiste quindi nell'equilibrare il motore nel suo complesso e non soltanto l'albero. Il sistema di masse costituito dall'albero e dal manovellismo deve essere equilibrato e questo non sempre porta ad ottenere un albero motore equilibrato singolarmente. Agendo però sulla forma dell'albero motore si può ottenere l'equilibrio del motore nel suo complesso.
- L'albero globalmente deve essere molto rigido, soprattutto in corrispondenza delle sezioni critiche dei bracci di biella, in modo da sopportare i carichi derivati dagli scoppi.
- Rinforzo dello spallamento, nel punto in cui si uniscono ai bracci di manovella è rinforzato da nervature radiali o da rullatura.
- Accoppiaggio a forte interferenza tra manovella e assi biella per permettere maggiore interferenza tra questi elementi viene scaldato il foro sede presente in manovella e facilitarne il montaggio.
- Saldatura manovella asse per garantire la massima rigidità tra questi elementi e scongiurare possibili rotazioni tra elementi dell'albero a gomiti, ma rendendo di fatto l'albero non revisionabile nel caso di bielle a testa in un sol pezzo.
- I perni o assi biella sono trattati superficialmente per supportare le forze esercitate dalla biella e vantano bassa rugosità per agevolare l'inserimento dei supporti che le ospitano e il rotolamento del cuscinetto o della boccola.
- I perni o assi biella sono forati per ridurne la massa totale.
- Perni o assi biella disassati, sono perni/assi che permettono o di aumentare la corsa dell'albero motore o di diminuirla, dato che l'asse della zona centrale è disallineato rispetto all'asse ai lati, obbligando l'uso di cuscinetti o boccole scomponibili, mentre per le bielle si può in alcuni casi usare anche quelle a monopezzo.[7]
- Perni o assi biella a diametro differenziato, si ha un diametro maggiore nella zona centrale, questo permette di evitare un eccessivo stringimento della biella e garantire quindi sempre un gioco minimo di sicurezza.
- Chiavetta di sicurezza, è una chiavetta di Woodruff, che può essere a sezione cilindrica o rettangolare e usata sui alberi a gomiti di tipo scomponibile per evitare la rotazione delle due parti (bracci) messe in comunicazione dal perno, utile in particolar modo in presenza di "Perni disassati" e evitare anche la loro rotazione e conseguente variazione di corsa.[8]
- Forgiatura permette una migliore caratteristica tecnica dell'albero motore[9].
- Disposizione dei perni di manovella, la loro disposizione è fondamentale, sia per determinare le vibrazioni del motore, sia la sua inerzia di rotolamento, difatti queste devono essere disposte in modo tale che a seconda della disposizione delle unità termiche del motore, si ha principalmente una riduzione delle vibrazioni delle masse alternate (in un bicilindrico in linea (a scoppi irregolari), si avrà un pistone al PMS e uno al PMI), poi cercare la rotondità di rotazione dell'albero, che si ottiene cercando d'avere i diversi pistoni a diverse posizioni lungo la loro corsa (in un tricilindrico in linea, si avranno i perni sfalsati di 120° l'un l'altro, conferendo sia un'ottima equilibratura che regolarità di rotazione)[10]. Le disposizioni più comuni hanno anche nomi tipici, come esempi si possono citare l'albero motore flatplane (piatto), tipico di alcuni bicilindrici o quadricilindrici in linea 4 tempi e caratterizzato da combustioni regolari (equidistanti), oppure il crossplane (albero a croce), utilizzato su alcuni motori quadricilindrici in linea 4 tempi e caratterizzati da combustioni irregolari (non equidistanti).
- Manovelle volanti, nel caso l'albero motore non debba garantire un'elevata rigidità torsionale due spalle di manovella possono essere unite tra loro e ridurre l'ingombro laterale dell'albero motore riducendo anche il numero di supporti dell'albero motore.
- Manovelle a sbalzo, sono caratterizzate dalla presenza di una sola manovella per biella, di conseguenza la biella è vincolata solo da un lato, mentre l'altro rimane libero, questa soluzione usata in passato dalla Scott tra il 1910 e 1930 e dal progettista Alfonso Drusiani con la sua bicilindrica di 160 centimetri cubici del 1952 (poi affiancata da una versione da 175 cc)[11][12], viene attualmente usata in alcuni micromotori.

#### Solo per i 4T o 2T unidirezionali
Per i motori a quattro tempi o i motori a 2T unidirezionali a carter umido o secco ci sono degli accorgimenti specifici:
- L'interno dell'albero a gomiti è cavo per addurre l'olio lubrificante ai cuscinetti di banco e di biella e garantire così la loro lubrificazione e il loro raffreddamento.
- La forma dell'albero e la disposizione di perni e manovelle dipendono da numerosi fattori tra cui il numero delle manovelle, correlato al numero dei pistoni e all'architettura costruttiva del motore; per esempio nei motori a V ogni perno di biella accoglie di solito due bielle (è interessante osservare che la principale diversità tra un V di 180° e un boxer è proprio l'imbiellaggio: il boxer ha un perno di manovella per ogni biella e quindi i cilindri non sono esattamente contrapposti come invece avviene nel motore a cilindri contrapposti, detto anche V di 180°).

#### Solo per i 2T
Per i motori a due tempi con carter pompa ci sono degli accorgimenti specifici:
- Riduzione del volume del carter
  - L'albero a gomiti nel motore a due tempi può essere studiato per ridurre il volume minimo del carter pompa, migliorando di conseguenza il riempimento, per far ciò l'albero motore, deve occupare più volume possibile e per fare ciò deve rastremare tutte le parti del motore sia statiche che dinamiche, come i carter e la biella, la biella in questo caso ha la testa in parte nascosta dall'albero motore, che tenta di occupare più volume possibile, correggendo le vibrazioni con soli 4 fori d'equilibratura.
  - Un altro tipo di albero motore che sfrutta lo stesso principio può anche non avere i fori d'equilibratura, limitando ad occupare solo il volume in contrapposizione al perno per la testa di biella.
  - Altri tipi d'accorgimento consistono nell'adoperare dei cilindri da inserire dentro alcune sedi dell'albero motore, in modo da avere l'albero equilibrato, ma senza aumentare il volume del carter pompa, questi elementi possono essere leggeri se devono essere disposti vicino al perno della biella, mentre devono essere pesanti nel caso siano disposti nella posizione opposta, ovviamente è possibile utilizzare entrambi i tipi sullo stesso albero a gomiti.
  - Altri accorgimenti consistono nel creare un albero motore che sfrutta un inserto in poliammide/nylon o teflon, in modo da ridurre il minimo il volume del carter pompa e permettere una realizzazione meno costosa e con minori rischi di avarie dell'albero a gomiti rispetto alle soluzioni con inserti metallici.

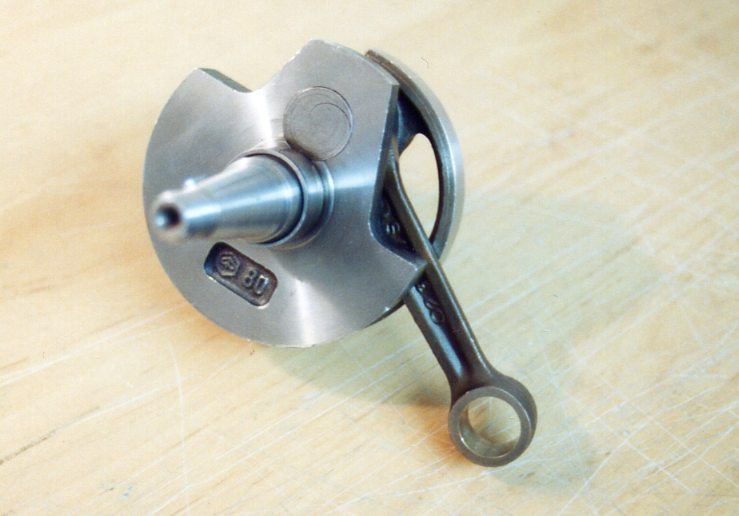
Albero a gomiti scomponibile per motore 2T

- Profilo delle spalle, per alcuni sistemi di alimentazione le spalle dell'albero motore determinano la fase di alimentazione, di conseguenza devono avere una determinata conformazione.

## Disposizione nei pluricilindrici
Nei motori pluricilindrici le varie unità possono lavorare in vari modi.
Questo perché l'inerzia dell'albero motore (coppia inerziale), che è esponenziale al crescere del regime operativo ha andamenti diversi a seconda della loro disposizione, difatti tale coppia viene disturbata durante il normale funzionamento del motore.

Quando nei motori a quattro tempi vi è la combustione e la successiva espansione, si ha un favoreggiamento di tale coppia, mentre nella fase di scarico si ha nuovamente una resistenza dovuta al volume dei gas di scarico e alla loro inerzia, invece quando si ha l'aspirazione si ha sempre una resistenza dovuta alla depressione da generare per richiamare la miscela fresca, in questo caso la forza resistente si sviluppa poco dopo il termine dell'incrocio delle valvole (sia valvole d'aspirazione che di scarico aperte), quando comprime la miscela fresca, la coppia inerziale dell'albero motore viene contrastata dalla resistenza alla compressione della miscela fresca.
Per quanto riguarda i motori a due tempi a carter pompa, dove l'albero è soggetto a minori variazioni e sollecitazioni, infatti quando si ha l'espansione si ha anche la compressione nel carter pompa, avendo così due forze che si contrastano (la forza dell'espansione diminuisce, la forza della compressione aumenta), mentre nella fase di scarico si ha sempre ancora una forza residua della combustione, ma che decresce molto rapidamente, mentre la forza della compressione continua ad aumentare, raggiungendo il PMI (durante la fase di travaso) tale pressione nel carter riduce l'effetto dell'inerzia del pistone riducendo così anche la forza trasmessa alla biella e all'albero motore, durante la fase di travaso la forza di compressione del carter pompa decresce rapidamente, mentre rimane ancora un minimo di forza da parte dei gas combusti, al termine del travaso si avrà una ridotta forza a contrastare quella dell'albero motore, ma che aumenterà rapidamente poco prima della chiusura della luce di scarico e che aumenterà ulteriormente fino alla fase d'espansione.
Nel confronto si avrà che nel motore a due tempi si passerà gradualmente da una coppia che favorirà l'inerzia dell'albero motore a una forza che lo contrasta, per ricominciare violentemente da capo, mentre nel motore a quattro tempi si ha prima una coppia che favorirà l'inerzia dell'albero motore, per passare più o meno rapidamente -a seconda del tipo di distribuzione- ad una forza resistente, passare poi ad un'influenza ridotta (sempre resistente) ed infine ritornare ad avere una resistenza, per ricominciare violentemente da capo.

## Rotazione
Il verso di rotazione dell'albero a gomiti è importante soprattutto nelle motociclette per poter aumentare o diminuire l'effetto giroscopico.